# Heinz Birkemeyer

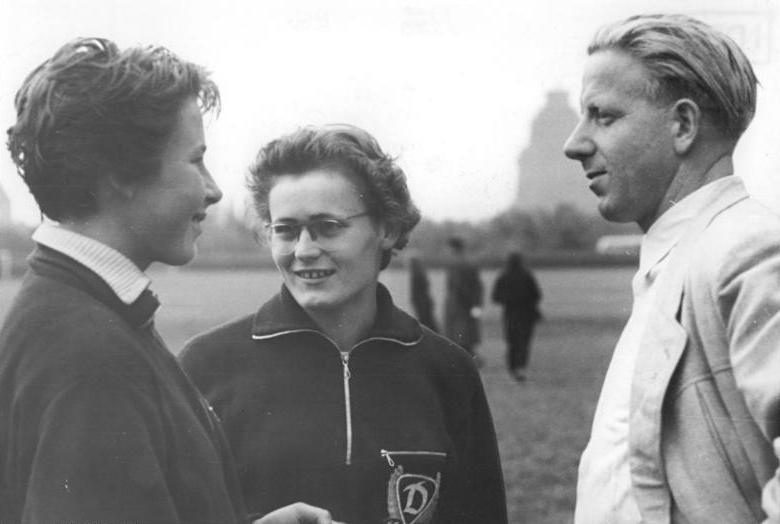
Heinz Birkemeyer mit den Sportlerinnen Gisela Köhler (Mitte) und Bärbel Mayer (links), 1956

Heinz Birkemeyer (* 1922; † 1991) war ein deutscher Leichtathlet, Trainer und Sportfunktionär.

## Leben und Karriere
Als Sportler
Heinz Birkemeyer wurde 1948 der erste Ostzonenmeister im 100-Meter-Lauf mit guten 10,8 Sekunden. 1950 wurde er Dritter bei den ersten DDR-Meisterschaften. Mit der Erfurter 4-mal-100-Meter-Staffel wurde er zwischen 1948 und 1952 3., 2., 2., 3. und 3. Er konnte keine internationalen Erfolge erzielen, da die DDR erst seit 1956 an internationalen Wettbewerben teilnahm.
Als Trainer
Birkemeyer entdeckte 1951, noch während seiner aktiven Läuferkarriere, die junge Läuferin Gisela Köhler, die er seitdem trainierte. Ab 1952 war er Trainer bei der neu gegründeten BSG Motor Zeiss Jena, besonders für den Frauensprintbereich. 1954 wurde die 4-mal-100-Meter-Staffel DDR-Meisterinnen. Gisela Köhler wurde unter seiner Führung vielfache DDR-Meisterin in vier Laufdisziplinen. Ende 1955 wechselte Birkemeyer zum SC Dynamo Berlin, wo er neben Gisela Köhler auch Hildrun Laufer und Bärbel Mayer trainierte. Frauensprintstaffeln unter seiner Anleitung erzielten mehrere Weltrekorde. 1956 trainierte er auch die gesamtdeutsche 4-mal-100-Meter-Staffel, mit drei Sprinterinnen des SC Dynamo. Diese erzielte im Vorlauf der Olympischen Spiele 1956 in Melbourne einen Weltrekord. Im Finale wurde sie aber wegen schlechter Wechsel nur Letzte und Sechste. Gisela Köhler gewann dafür eine Silbermedaille über 80 Meter Hürden und bei den Olympischen Spielen 1960 in Rom eine Bronzemedaille in derselben Disziplin. Birkemeyer war mindestens bis 1968 Leichtathletiktrainer.
Als Sportfunktionär
Birkemeyer war ab dem Jahr 1954 Mitglied im Vorstand des DDR-Leichtathletikverbandes und 16 Jahre lang Mitglied der Frauenkommission des internationalen Leichtathletikverbandes IAAF.

## Privates
Heinz Birkemeyer heiratete im Jahr 1957 Gisela Köhler. Aus der Ehe gingen zwei Kinder hervor, der Sohn Uwe (* 1965) und die Tochter Petra (* 1972). Birkemeyer starb im Jahr 1991.

## Auszeichnungen
- 1982: Vaterländischer Verdienstorden in Bronze